# Красные Нивы
Красные Нивы — опустевшая деревня в Нелидовском городском округе Тверской области.

## География
Находится в юго-западной части Тверской области на расстоянии приблизительно 26 км на юг-юго-запад по прямой от города Нелидово на левобережье Межи.

## История
В 1859 году здесь (деревня Бельского уезда Смоленской губернии) было учтено 8 дворов, в 1941 — 37. До 2018 года входила в состав ныне упразднённого Новосёлковского сельского поселения.

## Население
Численность населения: 89 человек (1859), 0 как в 2002 году, так и в 2010.